# اثر پوینتینگ–رابرتسون
اثر پوینتینگ-رابرتسون (انگلیسی: Poynting–Robertson effect)، که به پدیدهٔ پوینتینگ-رابرتسون نیز معروف است، به نام جان هنری پوینتینگ و هاوارد پرسی رابرتسون نامگذاری شده‌است. این اثر اشاره به فرایندی است که طی آن تابش خورشیدی باعث می‌شود که یک دانهٔ گردوغبار در حال چرخش به دور یک ستاره نسبت به مدار خود تکانه زاویه‌ای خود را از دست بدهد. . این مربوط به فشار تابش مماس با حرکت دانه است.
این باعث می‌شود گردوغباری که به اندازه کافی کوچک است و تحت تأثیر این کشش قرار می‌گیرد، اما خیلی بزرگ است و در اثر فشار تشعشع از ستاره دور نمی‌شود، به آرامی در ستاره قرار می‌گیرد. در مورد سیستم خورشیدی، می‌توان تصور کرد که این روی دانه‌های گردوغبار از قطر ۱ میکرومتر تا ۱ میلی‌متر تأثیر می‌گذارد. گردوغبار بزرگتر احتمالاً مدت‌ها پیش از تأثیر چنین کششی با جسم دیگری برخورد می‌کند.
پوینتینگ در ابتدا توصیفی از این تأثیر را در سال ۱۹۰۳ بر اساس نظریه اتر درخشان ارائه داد که با نظریه‌های نسبیت در سال‌های ۱۹۰۵–۱۹۱۵ جایگزین شد. در سال ۱۹۳۷ رابرتسون اثر را از دیدگاه نسبیت عام توصیف کرد.

طرح‌واره‌ای از تابش یک‌ستاره (S) و تابش حرارتی از ذرات. (الف) نمای ناظری در یک‌سیستم مختصات است که با ذره حرکت می‌کند و (ب) نمای ناظری در یک.سیستم مختصات ثابت نسبت به ستاره است.

## پیشینه
رابرتسون حرکت گرد و غبار را در پرتوی تابش ناشی از یک منبع نقطه‌ای در نظر گرفت. «A. W. Guess» بعداً این مشکل را برای یک منبع تابشی کروی در نظر گرفت و دریافت که برای ذرات دور از منبع، نیروهای حاصل با آنهایی که توسط پوینتینگ منعقد شده مطابقت دارند.